# Le Don incroyable de Cartman
Le Don incroyable de Cartman (Cartman's Incredible Gift en version originale) est le treizième épisode de la huitième saison de la série animée South Park, ainsi que le 124e épisode de l'émission.

## Synopsis
Un tueur en série décime la population de South Park : il larde ses victimes de coups de couteaux et leur coupe la main gauche. Un seul homme peut l'arrêter : le tout-frais médium Eric Cartman.